# SN 2010he
SN 2010he – supernowa typu Ia odkryta 20 sierpnia 2010 roku w galaktyce NGC 1120. W momencie odkrycia miała maksymalną jasność 17,60m.